# Nitrozo-spojevi
Nitrozo-spojevi (prema lat. nitrosus: pun salitre) su organski spojevi koji sadrže nitrozo-skupinu, –NO, na primjer nitrozobenzen, C6H5–NO. Nitrozo-skupina kromoforna je skupina u nitrozo-bojilima.

## Nitrozo-bojila
Nitrozo-bojila sadrže nitrozo-grupu u o-položaju prema hidroksilnoj grupi fenola ili naftola. Orto-nitrozo-fenoli i –naftoli tvore s metalnim hidroksidima obojene helatne spojeve, a isto tako i s metalnim solima slabih kiselina. Pri tom nitrozo-spojevi reagiraju vjerojatno u tautomernom o-kinon-monoksimskom obliku.
Samo zeleni željezni lakovi nekih nitrozo-naftola su našli upotrebu kao bojila i za tisak, tako na primjer C. I. 10006 (pigmentna zelena B), koji se dobiva djelovanjem natrijeva nitrita u kiselom mediju na β-naftol, prevođenjem nastalog nitrozo- naftola u bisulfitni spoj i obradom željeznim sulfatom u prisutnosti natrijeva hidroksida, i pigmentna zelena B, C.I. 10020 (pigmentna zelena PLX), koji se priprema nitroziranjem Schaefferove kiseline (2-naftol-6-sulfonske kiseline) i prevođenjem nastalog nitrozo-derivata u natrijevu-željeznu sol djelovanjem željeznog sulfata u prisutnosti natrijeva hidroksida. Ovo se bojilo također dodaje morskoj vodi na solanama da bi se pojačala apsorpcija (upijanje) toplinskih zraka i time ubrzalo isparavanje vode djelovanjem Sunčeve svjetlosti.

### Slike
|                                          |                          |
| Način kemijske reakcije nitrozo-spojeva. | Primjeri nitrozo-bojila. |

|                                      |                                   |               |
| Naftol zelena B ili kiselo zelena 1. | Struktura 2-nitrozotoluen dimera. | Nitrosil-hem. |